# Pseudoseptis satyricus
Pseudoseptis satyricus là một loài bướm đêm trong họ Noctuidae.